# Bachman-Turner Overdrive
Bachman-Turner Overdrive (BTO) was een Canadese rockgroep die vanaf de jaren zeventig een reeks hitalbums scoorde.

## Geschiedenis
De voorganger van BTO was de band Brave Belt, in 1970 opgericht door The Guess Who-leden Randy Bachman en Chad Allan samen met Robbie Bachman en Fred Turner. Men wilde ook Keith Emerson van The Nice erbij, maar deze moest wegens ziekte afhaken. Na twee albums werd Allen vervangen door Tim Bachman en veranderde de band zijn naam in Bachman-Turner Overdrive.

### Het succes
BTO bracht hun eerste twee albums in 1973 uit. Van Bachman-Turner Overdrive II is Takin' care of business afkomstig, een van hun grootste hits.
In 1974 werd Tim Bachman vervangen door Blair Thornton. Het derde album van de band, Not fragile, leverde de wereldhit You ain't seen nothin' yet, een nummer één hit in onder andere de VS. De jaren erna bracht de band nog enkele succesvolle albums uit.
In 1976 kwam de band met het nummer Lookin' out for # 1 in de Top 40 binnen op nummer 29 en kwam niet verder dan de 21e plaats en hield het vijf weken vol.

### Twee BTO's
In 1977 verliet Randy Bachman de groep, om een solocarrière na te streven. Hij werd vervangen door Jim Clench. De band bracht nog enkele albums uit, maar hield toen op te bestaan.
In 1980 kwam er een reünie, met een rechtszaak tussen broers Bachman over de rechten op de bandnaam tot gevolg. Eén nieuwe groep, geleid door Randy, ging toeren onder de naam Bachman-Turner Overdrive, een andere, geleid door Robbie, met de andere 'oud-bandleden' Fred Turner, Blair Thornton, en Randy Murray, toerde als BTO.
In 1984 kwam een nieuw studio-album uit. De band bestond uit Randy en Tim Bachman, Fred Turner en Garry Peterson. In 1986 speelde de band als voorprogramma van Van Halen. Fred Turner had toen de band verlaten, om zich bij de 'andere' BTO te voegen. Robbie Bachmans BTO heeft tot 2004 opgetreden. Beide bands zijn sinds 2004 niet meer actief. 
Robbie Bachman overleed in januari 2023, 69 jaar oud.
Tim Bachman overleed op 28 april 2023, op 71-jarige leeftijd.

## Discografie

### Albums
- Bachman-Turner Overdrive (1973)
- Bachman-Turner Overdrive II (1973)
- Not Fragile (1974)
- Four Wheel Drive (1975)
- Head On (1975)
- Freeways (1977)
- Street Action (1978)
- Rock n' Roll Nights (1979)
- Bachman-Turner Overdrive (1984)

### Live en verzamelalbums
- Best of BTO (so far) (1976)
- Japan Tour Live (1977)
- You ain't seen nothin' yet (1983)
- BTO's Greatest (1986)
- BTO Anthology (1993)
- The Best of Bachman-Turner Overdrive live (1994)
- Trial by fire - Greatest and latest (1996) (Verzamelalbum met 5 nieuwe nummers)
- King biscuit flower hour (1998)
- The millennium collection: The Best of Bachman–Turner Overdrive' (2000)

### Radio 2 Top 2000
| Nummers met noteringen in de NPO Radio 2 Top 2000 | '99 | '00 | '01 | '02 | '03  | '04  | '05  | '06  | '07  | '08  | '09  | '10 | '11 | '12 | '13 | '14 | '15 | '16 | '17  | '18  | '19  | '20  |
| ------------------------------------------------- | --- | --- | --- | --- | ---- | ---- | ---- | ---- | ---- | ---- | ---- | --- | --- | --- | --- | --- | --- | --- | ---- | ---- | ---- | ---- |
| Lookin' Out for #1                                | -   | 757 | 836 | 999 | 1411 | 1542 | 1229 | 1696 | 1711 | 1495 | 1961 | -   | -   | -   | -   | -   | -   | -   | -    | -    | -    | -    |
| You ain't seen nothin' yet                        | 895 | 161 | 216 | 192 | 246  | 421  | 267  | 374  | 352  | 314  | 482  | 461 | 533 | 877 | 937 | 639 | 736 | 941 | 1078 | 1639 | 1780 | 1932 |

1. ↑  Een '-' betekent dat het nummer niet was genoteerd en een vetgedrukt getal geeft de hoogste notering van een nummer aan.
2. ↑  Deze tabel is bijgewerkt tot en met de laatste editie (2024).

- Bibliothèque nationale de France: cb13901771t (data)
- Gemeinsame Normdatei: 5308010-5
- International Standard Name Identifier: 0000 0001 0657 3801
- Library of Congress Control Number: n93058607
- MusicBrainz: 7a3b3f80-04b8-4968-b432-fbcd3f350716
- Nationale Bibliotheek van Israël: 987007404055105171
- Virtual International Authority File: 125408532